# Lucius Julius Iullus (tribun consulaire en -401)
Lucius Julius Iullus fils de Lucius Julius Vopisci Iulus (tribun militaire à pouvoir consulaire en 403 av. J.-C.) et père de Lucius Julius Iullus (tribun militaire à pouvoir consulaire en 388 et 379 av. J.-C.).
- En 401 av. J.-C., il est tribun militaire à pouvoir consulaire, avec 5 autres collègues.
- En 397 av. J.-C., il est tribun militaire à pouvoir consulaire, avec 5 autres collègues.